# Worms: The Director's Cut
Worms: The Director's Cut es una secuela de Worms, un videojuego de estrategia militar por turnos desarrollado por Team17 y publicado por Ocean Software. Fue programado por Andy Davidson y lanzado en 1997 solamente para Commodore Amiga.
El jugador tiene el control de un equipo de gusanos y se turna para atacar a la computadora u oponentes humanos que controlan a otros equipos. El juego se basa en Worms (1995) y añade varios desarrollos gráficos y de juego. The Director's Cut recibió críticas positivas de críticos y fanes, pero solo vendió 5.000 copias en todo el mundo. 

## Gameplay
The Director's Cut cuenta con un combate basado en el mismo estilo que su predecesor, Worms . El juego tiene un lado 2D en vista del campo de batalla donde los jugadores luchan contra los gusanos entre sí. El juego se puede jugar contra la computadora, o con varios jugadores tomando el control de equipos de cuatro gusanos. Los gusanos pueden usar varias armas, algunas de las cuales son limitadas en cantidad. Cada gusano tiene un medidor de vida y el equipo con el último gusano sobreviviente es el ganador.
El paisaje del campo de batalla afecta el estilo de batalla que tiene lugar. Al igual que Worms , The Director's Cut genera paisajes en una variedad de estilos como "nieve" o "playa". El juego también agrega un diseñador de nivel que permite al jugador diseñar sus propios campos de batalla. Hay varios ajustes y opciones que permiten al jugador personalizar cómo se combate una batalla. Estos incluyen la alteración de la potencia y la disponibilidad de armas, aumentar o disminuir los límites de tiempo y ajustar la configuración del paisaje.

## Desarrollo
The Director's Cut fue programado por Andy Davidson y mejorado el motor, los gráficos y el juego de los Worms originales . El juego fue desarrollado únicamente para los sistemas AGA Amiga y por lo tanto fue diseñado para aprovechar los gráficos más avanzados que estos sistemas podrían producir. Davidson quería mejorar el Worms original a la mejor calidad posible: "lo que estoy tratando de hacer aquí es crear el mejor juego de Amiga de todos los tiempos y también será la mejor versión de los Worms originales disponibles en cualquier plataforma".
Hay 14 nuevas armas agregadas en el corte del director , incluyendo la granada de mano santa , común en la serie de los Worms. También hubo avances en los mapas de niveles. Los niveles de "Cavern" fueron apoyados, lo que permitió que los partidos se jugaran dentro de una cueva. El Director's Cut también contó con un editor de estilo "graffiti" para que el jugador pudiera diseñar sus propios niveles con pocas restricciones. También hubo desarrollos gráficos con el número de colores en pantalla aumentado a 300. El juego cuenta con desplazamiento de paralaje de nueve niveles.

## Recepción
Worms: The Director's Cut fue bien recibido por los críticos, con formato Amiga y CU Amiga publicando el 90% y 91% del juego. El juego fue visto como una mejora sobre las características de Worms , con muchos elementos de juego elogiados. Los desarrollos en la presentación también recibieron críticas positivas, en particular las capas gráficas añadidas se destacó como ejemplo de una "corrección cosmética". [5] A pesar de las revisiones positivas, The Director's Cut sólo vendió 5.000 copias en todo el mundo.